# Citeo
Citeo (en griego, Κύταιον) es el nombre de una antigua ciudad griega de Creta.
Es mencionada por diversas fuentes antiguas como Claudio Ptolomeo, Plinio el Viejo, Nono de Panópolis y Esteban de Bizancio.
Se conservan monedas fechadas aproximadamente hacia los años 350-325 a. C. donde figura la inscripción «ΚΥ» que se han atribuido a Citeo. Estas monedas comparten diversas características comunes con las de Oaxo, por lo que algunos autores han interpretado que había una alianza entre ambas ciudades.
Por los testimonios de las fuentes antiguas se supone que estaba al oeste de Apolonia, pero se desconoce su localización exacta, aunque se ha sugerido que puede haberse ubicado en la población actual de Almirida.